# جبر بن عتيك
جبر بن عتيك (المتوفي سنة 61 هـ) صحابي من الأنصار من بني معاوية بن مالك من الأوس. أسلم جبر، وآخى النبي محمد بينه وبين خباب بن الأرت، وشهد مع النبي محمد المشاهد كلها، وكانت إليه راية بني معاوية بن مالك يوم فتح مكة.
توفي جبر بن عتيك سنة 61 هـ، وعمره 90 سنة، وكان له من الولد عتيك وعبد الله وأم ثابت، أمهم هضبة بنت عمرو بن مالك بن سبيع من بني ثعلبة من قيس عيلان.